# Blue Dragon Series Awards
O Blue Dragon Series Awards (hangul: 청룡시리즈어워즈; rr: Cheonglyong Silijeueowojeu) é uma cerimônia de premiação anual organizada pela Sports Chosun (uma marca irmã da Chosun Ilbo), que honra pela excelência de conteúdos via streaming e de mídias pela internet da Coreia do Sul.
O Blue Dragon Series Awards considera apenas dramas originais e programas de variedades produzidos e investidos por serviços de streaming oferecidos na Coreia para concorrer ao evento, incluindo as plataformas Netflix, Disney+, seezn, Apple TV+, WATCHA, wavve, Kakao TV, Coupang Play e TVING.

## História
Foi criado em 2022 pelo jornal Sports Chosun.
A 1ª cerimônia do Blue Dragon Series Awards foi realizada em 19 de julho de 2022, no Incheon Paradise Hotel. Nesta edição, os participantes foram premiados em 13 categorias. As indicações para as 13 categorias foram anunciadas pela primeira vez conforme a divulgação das séries coreanas distribuídas pela internet que concorreriam ao evento.

## Categorias
- Melhor Drama
- Melhor Programa de Entretenimento
- Melhor Ator
- Melhor Atriz
- Melhor Artista Masculino
- Melhor Artista Feminino
- Melhor Ator Coadjuvante
- Melhor Atriz Coadjuvante
- Melhor Ator Revelação
- Melhor Atriz Revelação
- Melhor Revelação de Artista Masculino
- Melhor Revelação de Artista Feminino
- Prêmio Estrela Popular

## Prêmios
| Ano     | Blue Dragon's Choice (Grande Prêmio) | Melhor Drama           | Melhor Programa de Entretenimento            | Melhor Ator  | Melhor Atriz  | Melhor Artista Masculino | Melhor Artista Feminino                                              | Melhor Ator Coadjuvante | Melhor Atriz Coadjuvante | Melhor Ator Revelação | Melhor Atriz Revelação | Melhor Revelação de Artista Masculino | Melhor Revelação de Artista Feminino |
| ------- | ------------------------------------ | ---------------------- | -------------------------------------------- | ------------ | ------------- | ------------------------ | -------------------------------------------------------------------- | ----------------------- | ------------------------ | --------------------- | ---------------------- | ------------------------------------- | ------------------------------------ |
| 2022 1º | —                                    | DP                     | Transit Love                                 | Lee Jung-jae | Kim Go-eun    | Kang Ho-dong             | Celeb Five (Song Eun-i, Ahn Young-mi, Shin Bong-sun, Kim Shin-young) | Lee Hak-joo             | Kim Shin-rok             | Koo Kyo-hwan          | HoYeon Jung            | Kai                                   | Joo Hyun-young                       |
| 2023 2º | Song Hye-kyo                         | Big Bet                | Siren: Survive the Islanf                    | Ha Jung-woo  | Bae Suzy      | Yoo Jae-suk              | Joo Hyun-young                                                       | Lee Dong-hwi            | Lim Ji-yeon              | Park Ji-hoon          | Shin Ye-eun            | Dex                                   | Kim Ah-young                         |
| 2024 3º | Moving                               | Daily Dose of Sunshine | The Thought Verification Zone: The Community | Im Si-wan    | Park Bo-young | Shin Dong-yup            | Jang Do-yeon                                                         | Ahn Jae-hong            | Geum Hae-na              | Lee Jung-ha           | Go Youn-jung           | Kwak Joon-bin                         | Yoon Ga-i                            |